# Lopez Jaena

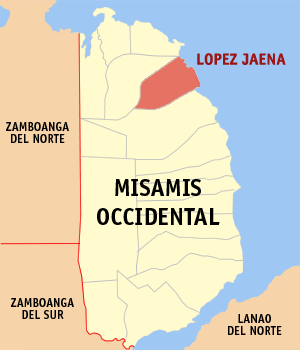
Bản đồ Misamis Occidental với vị trí của Lopez Jaena

Lopez Jaena là một đô thị hạng 4 ở tỉnh Misamis Occidental, Philippines. Theo điều tra dân số năm 2000 của Philipin, đô thị này có dân số 20.948 người trong 4.308 hộ.

## Các đơn vị hành chính
Lopez Jaena được chia ra 28 barangay.
| - Alegria - Bagong Silang - Biasong - Bonifacio - Burgos - Dalacon - Dampalan - Estante - Hasa-an - Katipa - Luzaran - Macalibre Alto - Macalibre Bajo - Mahayahay | - Manguehan - Mansabay Bajo - Molatuhan Alto - Molatuhan Bajo - Peniel - Eastern Poblacion(Brgy. Captain: Dr. Israelson Taclob - Puntod - Rizal - Sibugon - Sibula - Don Andres Soriano - Mabas - Mansabay Alto - Western Poblacion |